# Zuid-Afrikanen in Nederland
Met Zuid-Afrikanen in Nederland (Afrikaans: Suid-Afrikaners in Nederland) worden in Nederland levende Zuid-Afrikanen, of Nederlanders van Zuid-Afrikaanse afkomst aangeduid.

## Geschiedenis
De meeste Zuid-Afrikanen in Nederland zijn zogeheten Afrikaners. Dit is een bevolkingsgroep die afstamt van Nederlanders (en in mindere mate Duitse en Franse) kolonisten die zich vanaf 1652 in de Kaapkolonie vestigden. Afrikaners spreken voornamelijk Afrikaans, een dochtertaal en variant van het Nederlands uit de zeventiende en achttiende eeuw, met leenwoorden uit het Engels, Maleis, Duits, en in mindere mate ook Khoi, San en ook uit enkele Bantoetalen.
Waar op 1 januari 2018 nog 21.878 Zuid-Afrikanen in Nederland leefden was dit aantal gestegen tot 30.902 in oktober 2021. Hiermee waren Zuid-Afrikanen in deze periode een van de snelst groeiende bevolkingsgroepen in Nederland.

## Demografie
| Jaar | Aantal |
| ---- | ------ |
| 1996 | 9 629  |
| 2001 | 13 459 |
| 2006 | 15 487 |
| 2011 | 17 527 |
| 2016 | 19 877 |
| 2021 | 28 562 |